# Ломикамінь п'ємонтський
Ломикамінь п'ємонтський (Saxifraga pedemontana) — вид квіткових рослин з родини ломикаменевих (Saxifragaceae).

## Біоморфологічна характеристика
Це багаторічна трав'яна рослина 10–20 см заввишки, запушено-залозиста, багатостеблева, субздерев'яніла. Стебла прямовисні, досить міцні, рідко облистнені. Розеткові листки плоскі, з жилками, з короткими ніжками, іноді майже відсутніми. Квітки білі, великі, трубчасті, по 3–9 у досить густих волотях. Чашолистки ланцетно-гострі.

## Поширення
Поширення: Болгарія, Франція, Греція, Італія, Румунія, Україна, Хорватія, Македонія, Сербія.
В Україні вид росте на скелях в альпійському поясі — у Карпатах (гора Кобила біля Кобилецької Поляни у Закарпатській обл.).